# Jakub Szarkiewicz

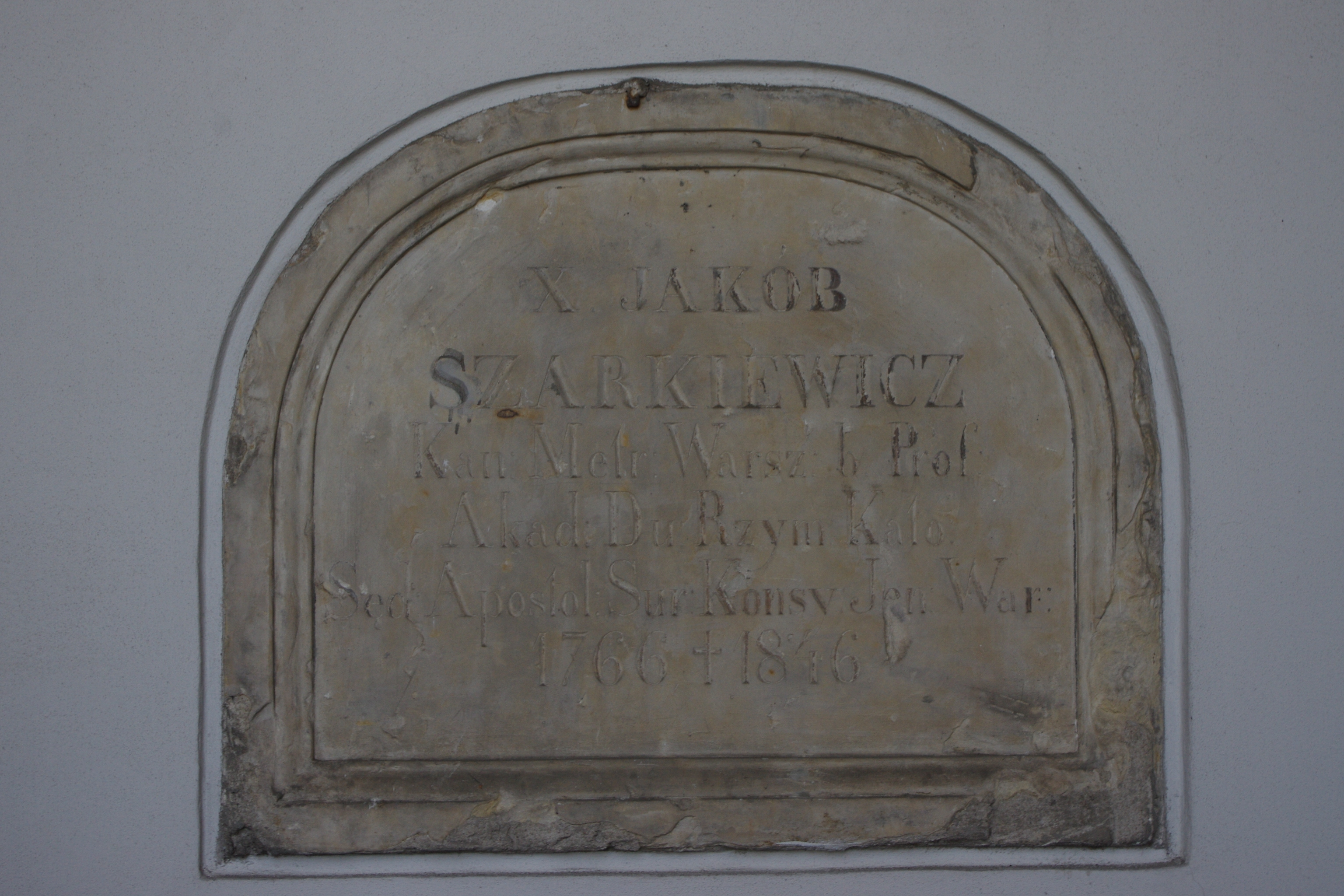
Grób ks. kanonika Jakuba Szarkiewicza (1766-1846) w katakumbach warszawskiego cmentarza Powązkowskiego

Jakub Szarkiewicz (ur. 1766, zm. 30 września 1846 w Warszawie) – polski duchowny rzymskokatolicki, kanonik metropolitarny warszawski, profesor warszawskiego Seminarium Duchownego i Uniwersytetu Warszawskiego.
Najpierw był misjonarzem św. Wincentego, następnie zostając księdzem archidiecezji warszawskiej. Święcenia kapłańskie otrzymał w 1800. Od 1817 był profesorem historii kościelnej i prawa kanonicznego na Wydziale Teologicznym UW, jednocześnie wykładając te same przedmioty w warszawskim Seminarium Duchownym. Sędzia apostolski-surogat Konsystorza Generalnego Warszawskiego. 
Administrator parafii i kościoła św. Karola Boromeusza w Warszawie przy ul. Chłodnej (zmarł w trakcie budowy). 
Pochowany w katakumbach na cmentarzu Powązkowskim w Warszawie (rząd 155, grób 6).